# Shui Qingxia
Shui Qingxia (xinès simplificat: 水庆霞, pinyin: Shuǐ Qìngxiá; Funing, 18 de desembre de 1966) és una entrenadora de futbol i exjugadora xinesa, seleccionadora de la selecció femenina de la Xina entre el 2021 i el 2023. Com a jugadora, va competir com a migcampista a la selecció als tornejos olímpics de futbol de 1996 i 2000.

## Trajectòria
Shui va jugar la major part de la seua carrera al Shanghai, amb una breu experiència amb el Suzuyo Shimizu japonés.
El 1996, Shui va guanyar la medalla de plata amb la selecció xinesa, jugant els cinc partits.
Quatre anys després va formar part de la selecció xinesa que va acabar cinquena en el torneig femení, però no va jugar cap partit.

## Carrera com a entrenadora
El setembre de 2021, Shui va entrenar l'equip unit, format en gran part per jugadores internacionals, als Jocs Nacionals de la Xina de 2021. El 18 de novembre de 2021, va ser nomenada entrenadora de la selecció femenina de la Xina, convertint-se en la primera dona xinesa a dirigir l'equip. Va dirigir l'equip que va guanyar la Copa asiàtica femenina de l'AFC 2022, el primer títol de la Copa asiàtica femenina del país en setze anys. Tanmateix, i després d'una mala sèrie de resultats, va ser cessada per la Federació el novembre del 2023.